# 池田果奈子
池田 果奈子（いけだ かなこ、2月25日 - ）は、日本の女性声優。ぷろだくしょんバオバブ所属。神奈川県出身。血液型はA型。

## 経歴
日向ゆきこ、小寺麻未、江頭浩司と声優ユニット「おしゃもじ」を組んでいた。

## 出演

### テレビアニメ
- エリアの騎士（2014年、女子マネージャーA）
- 普通の女子校生が【ろこどる】やってみた。（2014年）
- ドラえもん（テレビ朝日版第2期）（2014年 - 2018年、安雄、男の子C、男子B、母親、婦人 他）
- クレヨンしんちゃん（2018年 - 2020年、主婦A、睦美、男の子B）

### 劇場アニメ
2010年
- 超電影版 SDガンダム三国伝 Brave Battle Warriors（子供）

2022年
- クレヨンしんちゃん もののけニンジャ珍風伝（山千代）

### ゲーム
2009年
- メモリーズオフ6 Next Relation（仲居のおばさん、乗客）

2010年
- トリックロジック（報道陣）

2024年
- モンスターストライク（オウンギャック、クワイアック）

### 吹き替え
- iCarly
- アドベンチャー・タイム（BMO）
- MTV EXIT presents INTERSECTION（娼婦）
- スターゲイト アトランティス SEASON4（少年）
- ミディアム6 霊能者アリソン・デュボア
- ラブレイン
- レッド・ノーティス[6]
- 私はラブ・リーガル2

### ラジオ
- おしゃべりおしゃもじの炊きたてラジオ!!!（ココログ：2010年12月5日 - 2012年3月4日）

### 人形劇
- ファンターネ!（モール）(NHK教育テレビジョン 『おかあさんといっしょ』 2023年3月30日-)

### イベント
- おしゃもじ祭 ～みんなの夢が世界を創るよ～（DRESS　AKIBA　HALL 2011年12月2日）

### その他
- 地球ドラマチック（ボイスオーバー）
  - 「ストーンヘンジ ～巨石建造物の謎を追う!～」
  - 「カッシーニ 土星探査の軌跡」
  - 「ナスカ 地上絵のミステリー」